# Гордієнко Гаврило Максимович
Гаври́ло Макси́мович Гордіє́нко (нар. 24 березня 1902, Олександрівськ — пом. 29 серпня 1982, Філадельфія) — український журналіст, мемуарист.

## Життєпис
Гордієнко Гаврило народився 1902 року в родині спадкових міщан у м. Олександрівську (тепер Запоріжжя). У 1916 році закінчив вищу початкову школу. У 1920 році закінчив учительську семінарію в Олександрії. Під час навчоння у семінарії був активним учасником її Юнацацької громади.
Вступив до 2-ї Самокатної сотні 2-го Запорізького пішого полку Запорізького корпусу Армії УНР. Самокатна сотня проіснувала недовго. Після гетьманського перевороту, за небажання присягнути новому керманичу України, військовим міністром Рогозою вона була розформована, а старшини та козаки перейшли до інших військових частин. Сам же Гордієнко повернувся додому.
Весною 1919 року вступив у «Лисогірський Повстанський Партизанській Курінь», на чолі якого був отаман Олександр Чайковський, а його заступником Іван Марков (пізніший отаман Чорна Хмара), двоюрідний брат Гаврило Гордієнка. Весною 1919 року Гордієнка разом із 27 побратимами було заарештований у Верхньому Рогачику (тепер — Херсонська область). Дивом вдалося уникнути розстрілу та через три тижні втекти з Мелітопольської в'язниці. В серпні 1919 року Гордієнко повернувся до Олександрівська.
Наприкінці серпня 1920 року був сформований «Український повстанський Хортицький курінь» отамана Чорна Хмара у складі Катеринославського повстанського коша вільнокозачих військ, і Гордієнко вступає до нього. Бунчужним першої сотні був призначений Гаврило Гордієнко, який разом із відділом брав участь у спробі форсування Дніпра біля села Біленьке, де отримав поранення в груди.
У червні 1920 року Гаврило Гордієнко закінчив учительську семінарію й отримав звання «Народний вчитель».
Наприкінці 1920 року емігрував до Туреччини, згодом до Румунії. Від 1922 року в Чехословаччині. Закінчив Українську господарську академію у Подєбрадах, Чехія у 1928 році. У 1928—1931 роках працював на кафедрі хліборобства Української господарчої академії.
Працював із 1931 року вчителем у селах Верхній Студений, Новоселиця, Синевир Волівської округи на Закарпатті. Був одним із організаторів «Карпатської Січі».
З 1939 році в Німеччині. Після захоплення Німеччиною частини Польщі, Гаврило Гордієнко із порозумінням з Українським Центральним Комітетом, який організовував суспільно-політичне життя української громади в Генерал-губернаторстві, влаштувався на педагогічну роботу на українських етнічних землях в околицях Перемишля. Тут же його застала звістка про початок війни між Німеччиною та Радянським Союзом.

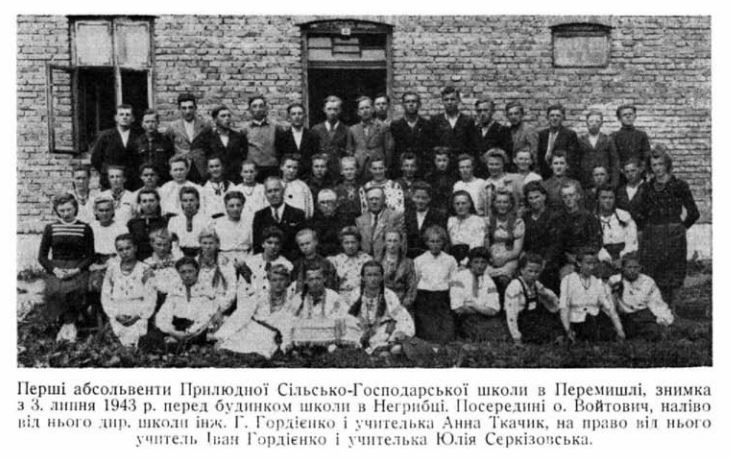
Перші абсольвенти Прилюдної Сільськогосподарської школи в Перемишлі. 3 липня 1943 року. Директор школи інж. Гаврило Гордієнко, колишній вояк Армії УНР.

У липні 1944 року, зважаючи на наступальні операції Червоної армії, Гаврило Гордієнко разом з дружиною виїхали з Перемишля й вирушили до Німеччини.
З 1945 р. — у таборі в Байройті. З 1946 р. доцент ботаніки в Українському технічно-господарському інституті (Регенсбург). Був одним із засновників Української революційно-демократичної партії, яку очолював відомий письменник Іван Багряний.
У 1949 році разом з дружиною Неонілою емігрував до США, продовжив наукову діяльність у Філадельфії. Дійсний член УВАН.
Помер 29 серпня 1982 року в Філадельфії, похований на цвинтарі св. Андрія у Савт-Бавнд-Бруку.
Український учений-ботанік, журналіст, педагог, викладач УТГІ (Український Технічно-Господарський Інститут) в Мюнхені, чільний член УРДП (голова Партійного Суду), мемуарист, автор тритомних спогадів «Під щитом Марса», активний учасник визвольної боротьби УНР (бунчужний повстанського загону «Чорна хмара»).

## Творчість
Автор спогадів у 3 т. «Під щитом Марса» (1976, 1977, 1983), багатьох наукових праць.